# Grande Prêmio da França de 1958

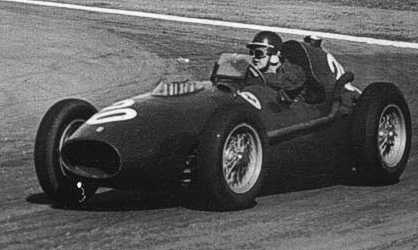
Mike Hawthorn com sua Ferrari 246 F1.

Resultados do Grande Prêmio da França de Fórmula 1 realizado em Reims-Gueux à 6 de julho de 1958. Sexta etapa da temporada, foi vencida pelo britânico Mike Hawthorn, que liderou todas a voltas da prova e venceu pela última vez em sua carreira. Todavia a etapa em questão passou à história devido ao acidente fatal de Luigi Musso e também como a última corrida disputada pelo ídolo argentino Juan Manuel Fangio, pentacampeão mundial ao volante da Alfa Romeo, Mercedes, Ferrari e Maserati.

## Resumo
A corrida foi marcada pelo acidente fatal com o piloto italiano  da Scuderia Ferrari no hairpin Muzione. Sua Ferrari 246 F1 foi arremessada para fora da pista e bateu em uma vala. Musso foi jogado para fora do carro e ficou gravemente ferido. Faleceu mais tarde no mesmo dia em um hospital perto da pista.

## Classificação da prova
| Pos. | Nº | Piloto                         | Construtor    | Voltas | Tempo/Diferença      | Grid | Pontos |
| ---- | -- | ------------------------------ | ------------- | ------ | -------------------- | ---- | ------ |
| 1    | 4  | Mike Hawthorn                  | Ferrari       | 50     | 2:03:21.3            | 1    | 9      |
| 2    | 8  | Stirling Moss                  | Vanwall       | 50     | + 24.6               | 6    | 6      |
| 3    | 6  | Wolfgang von Trips             | Ferrari       | 50     | + 59.7               | 21   | 4      |
| 4    | 34 | Juan Manuel Fangio             | Maserati      | 50     | + 2:30.6             | 8    | 3      |
| 5    | 42 | Peter Collins                  | Ferrari       | 50     | + 5:24.9             | 4    | 2      |
| 6    | 22 | Jack Brabham                   | Cooper-Climax | 49     | + 1 volta            | 12   |        |
| 7    | 36 | Phil Hill                      | Maserati      | 49     | + 1 volta            | 13   |        |
| 8    | 38 | Jo Bonnier                     | Maserati      | 48     | + 2 voltas           | 16   |        |
| 9    | 32 | Gerino Gerini                  | Maserati      | 47     | + 3 voltas           | 15   |        |
| 10   | 30 | Troy Ruttman                   | Maserati      | 45     | + 5 voltas           | 18   |        |
| 11   | 20 | Roy Salvadori                  | Cooper-Climax | 37     | + 13 voltas          | 14   |        |
| Ret  | 16 | Harry Schell                   | BRM           | 41     | Superaquecimento     | 3    |        |
| Ret  | 14 | Jean Behra                     | BRM           | 41     | Bomba de combustível | 9    |        |
| Ret  | 12 | Stuart Lewis-Evans Tony Brooks | Vanwall       | 35     | Motor                | 10   |        |
| Ret  | 24 | Graham Hill                    | Lotus-Climax  | 33     | Superaquecimento     | 19   |        |
| Ret  | 40 | Paco Godia                     | Maserati      | 28     | Acidente             | 11   |        |
| Ret  | 18 | Maurice Trintignant            | BRM           | 23     | Bomba de combustível | 7    |        |
| Ret  | 10 | Tony Brooks                    | Vanwall       | 16     | Motor                | 5    |        |
| FAT  | 2  | Luigi Musso                    | Ferrari       | 9      | Acidente fatal       | 2    |        |
| Ret  | 28 | Carroll Shelby                 | Maserati      | 9      | Motor                | 17   |        |
| Ret  | 26 | Cliff Allison                  | Lotus-Climax  | 6      | Motor                | 20   |        |

## Tabela do campeonato após a corrida
|  | Pos. | Piloto              | Pontos |
|  | ---- | ------------------- | ------ |
|  | 1    | Stirling Moss       | 23     |
|  | 2    | Mike Hawthorn       | 23     |
|  | 3    | Luigi Musso         | 12     |
|  | 4    | Harry Schell        | 10     |
|  | 5    | Maurice Trintignant | 8      |

|   | Pos. | Construtor    | Pontos |
| - | ---- | ------------- | ------ |
|   | 1    | Ferrari       | 28     |
| 1 | 2    | Vanwall       | 22     |
| 1 | 3    | Cooper-Climax | 19     |
|   | 4    | BRM           | 10     |
| 1 | 5    | Maserati      | 6      |

- Nota: Somente as primeiras cinco posições estão listadas. Apenas os seis melhores resultados, dentre pilotos ou equipes, eram computados visando o título. Neste ponto esclarecemos: na tabela dos construtores figurava somente o melhor resultado dentre os carros de um mesmo time.